# كارثة كوستا كونكورديا
كارثة كوستا كونكورديا هي حادثة غرق وقعت في 13 يناير (كانون الثاني) 2012 عندما انحرفت سفينة كوستا كونكورديا عن مسارها المخطط له على سواحل مدينة إيزولا ديل جيليو في منطقة توسكانا بإيطاليا، ثُم اصطدمت بتكوين صخري في قاع البحر، ممّا تسبب في جنوح السفينة، ثم غرقها جزئيًا، وهبوطها بشكل غير مستوٍ تحت الماء. استمرت جهود الإنقاذ على مدى ست ساعات، وقد نجحت في انتشال معظم ركاب السفينة وسحبهم إلى الشاطئ، وعلى الرغم من ذلك، فقد لقي 32 شخصًا ممن تواجدوا على ظهر السفينة حتفهم، من بينهم 27 راكبًا وخمسة من أفراد طاقم السفينة، كما توفي أحد أفراد فريق الإنقاذ متأثرًا بإصابات لحقت به أثناء عملية الانتشال.
كانت سفينة كوستا كونكورديا سفينة سياحية عُمرها سبع سنوات مملوكة لشركة كارنيفال الأمريكية-البريطانية وتشغلها شركة كوستا للرحلات البحرية. بنيت السفينة في أحواض شركة فينكانتيري الإيطالية واطلقت إلى البحر في 2 سبتمبر 2005، وقد كانت في المرحلة الأولى من رحلة بحرية حول البحر الأبيض المتوسط عندما انحرفت عن مسارها، واصطدمت بالتكوين الصخريّ مما أدى إلى غرقها.
كانت عملية إنقاذ سفينة كوستا كونكورديا واحدة من أكبر عمليات الإنقاذ البحري. بدأت عملية إنقاذ السفينة في 16 سبتمبر (أيلول) 2013 باستخدام نظام بارباكل، وبحلول الساعات الأولى من يوم 17 سبتمبر (أيلول) 2013، كانت السفينة قد وُضعت على حاملها تحت الماء. وفي يوليو (تموز) 2014، أُعيد تعويم السفينة باستخدام عوامات (خزانات تعويم) ملحومة على جوانبها، ثُم سُحبت لمسافة 320 كيلومترًا (170 ميلًا بحريًا) إلى ميناء جنوة الرئيسي لبدء عملية تفكيكها، والتي اكتملت في يوليو (تموز) 2017.
ركزت التحقيقيقات التي أعقبت حادث غرق السفينة على أوجه القصور في الإجراءات التي اتبعها طاقم سفينة كوستا كونكورديا وتصرفات قبطانها فرانشيسكو شيتينو الذي تعجّل في مغادرة السفينة تاركًا أكثر من 300 راكب على متن السفينة الغارقة، وقد أنقذ معظمهم بالاستعانة بالمروحيات أو الزوارق البخارية القريبة من المنطقة. أُدين قبطان السفينة فرانشيسكو شيتينو بالقتل غير المتعمد وحُكم عليه بالسجن لمدة 16 عامًا. وعلى الرغم من تعرضها لانتقادات لاذعة، لم تُواجه شركة كوستا كروزيس المالكة للسفينة والشركة الأم التابعة لها كارنيفال كوربوريشن أي تهم جنائية.
قُدرت التكلفة الإجمالية لكارثة غرق سفينة كوستا كونكورديا، بما في ذلك التعويضات المدفوعة للضحايا وتكاليف إعادة التعويم والقطر والتفكيك، بنحو ملياري دولار أمريكي، أي ما يُعادل أكثر من ثلاثة أضعاف تكلفة بناء السفينة البالغة 612 مليون دولارًا أمريكيًا. عرضت شركة كوستا كروزس دفع تعويضات للركاب (بحد أقصى 11,000 يورو للشخص الواحد) لتغطية جميع الأضرار، بما في ذلك قيمة الرحلة البحرية؛ وقد قبل ثلث الناجين ذلك العرض.